# 佛寺镇
佛寺镇，是中华人民共和国辽宁省阜新市阜新蒙古族自治县下辖的一个乡镇级行政单位。

## 行政区划
佛寺镇下辖以下地区：
佛寺村、查干哈达村、团山子村、八道岭村、水泉村、牛心屯村、荣花村、八吉营子村、北河兰村和解放村。